# 하워드 스트링거
하워드 스트링거 경(영어: Sir Howard Stringer, 1942년 2월 19일 ~ )은 웨일스에서 태어난 미국의 사업가이자 소니의 이사회 의장이다.

## 생애
스트링거는 웨일스 카디프에서 웨일스의 교사 마저리 메리(Marjorie Mary)와 영국 공군 부사관 해리 스트링거(Harry Stringer) 사이에서 태어났다.
스트링거는 노샘프턴셔 주의 온들 스쿨(Oundle School)에 다닌 뒤 옥스퍼드 대학교에서 근대사를 전공하였다.
그는 1965년에 미국으로 이민하였으며 베트남 전쟁 기간 동안 미국 육군에 징병되었다. 스트링거는 1985년에 귀화하여 현재는 미국과 영국의 시민권을 모두 보유하고 있다.
1978년 스트링거는 제니퍼 A. 킨먼드 패터슨(Jennifer A. Kinmond Patterson)과 결혼하였고, 두 명의 자식이 있다.
그의 남동생 로브 스트링거(Rob Stringer)는 소니 뮤직 레이블 그룹의 사장을 지냈다.

## 서훈
- 2000년 기사작위(Knight Bachelor) 서임[주 1][5]

## 주해
1. ↑  1985년 미국에 귀화했지만, 영국의 시민권을 포기하지 않았으므로 기사작위 서임 대상에 포함되었다.